# 佩斯特列齊區
佩斯特列齊區（俄语：Пестречинский район），是俄羅斯的一個區，位於該國西部，由韃靼斯坦共和國負責管轄，始建於1930年8月10日，面積1,361平方公里，2010年人口29,023，人口密度每平方公里21.32人。

## 外部連結
- http://pestreci.tatarstan.ru （页面存档备份，存于）